# Kamienica przy Placu Uniwersyteckim 10 we Wrocławiu
Kamienica przy Placu Uniwersyteckim 10 – kamienica o rodowodzie średniowiecznym znajdująca się w centrum Wrocławia, na Placu Uniwersyteckim.

## Historia
W średniowieczu, na działkach 7-10 znajdowały się drewniane budynki o konstrukcji plecionkowej lub szkieletowej. Pierwsze budynki murowane pojawiły się tutaj w późnym średniowieczu, choć na tylnej części działek wciąż znajdowały się drewniane oficyny o konstrukcji szkieletowej. Pierwotna kamienica gotycka o szerokości 21 łokci posiadała jeden podpiwniczony trakt. Pod koniec XV wieku dokonano rozbudowy kamienicy o drugi trakt. W  XVIII wieku jak i około 1870 roku miały miejsce poważne przebudowy budynku. Ostatni remont nadał kamienicy neoklasycystyczny styl. Budynek był wówczas pięciokondygnacyjny, pięcioosiowy pokryty dachem kopertowym.   

### Po 1945
Podczas działań wojennych w 1945 roku kamienica nie została poważnie uszkodzona. Pod koniec lat siedemdziesiątych lub na początku osiemdziesiątych XX wieku dokonano remontu budynku, w wyniku czego obniżono go o jedną kondygnację. 